# Rio Sororó
O rio Sororó é um curso de água do estado do Pará, no Brasil.
Circunda a área indígena Sororó, com 262,58 Km², e a serra das Andorinhas, tombada pela Secretaria de Estado da Cultura como Patrimônio Cultural.
Nasce em terras do município de São Geraldo do Araguaia, segue na direção norte, até a junção com seu afluente da margem direita, o Sororozinho, que serve de limite nordeste com o município de Marabá. Os afluentes da margem esquerda do rio Sororó são o ribeirão Grotão dos Caboclos e o igarapé da Anta.
Os índios Suruís, ou Sororós, atribuem grande importância a este rio, pois é dele que retiram sua fonte de abastecimento e subsistência.